# NGC 6445
NGC 6445, auch Little Gem Nebula („Kleiner Juwelennebel“) oder Crescent Nebula („Halbmondnebel“) genannt, ist ein 11,2 mag heller planetarischer Nebel im Sternbild Schütze und etwa 5250 Lichtjahre von der Erde entfernt. 
Er wurde am 28. Mai 1786 von Wilhelm Herschel mit einem 18,7-Zoll-Spiegelteleskop entdeckt, der dabei „pB, S, iF“ notierte.